# Biotopo Wiesermoos
Biotopo Wiesermoos este o arie protejată (arie specială de conservare — SAC, sit de importanță comunitară — SCI) din Italia întinsă pe o suprafață de 16 ha, integral pe uscat.

## Localizare
Centrul sitului Biotopo Wiesermoos este situat la coordonatele 47°03′04″N 12°05′44″E / 47.0511°N 12.0956°E.

## Înființare
Situl Biotopo Wiesermoos a fost declarat sit de importanță comunitară în septembrie 1995 pentru a proteja 2 specii de animale. Situl a fost protejat și ca arie specială de conservare în noiembrie 2016.

## Biodiversitate
Situată în ecoregiunea alpină, aria protejată conține 7 habitate naturale: Lacuri și iazuri distrofice naturale, Grohotișuri silicioase de la nivelul montan până la nivelul zăpezii (Androsacetalia alpinae și Galeopsietalia ladani), Pajiști boreale și alpine pe substrat silicios, Mlaștini turboase de tranziție și turbării mișcătoare, Turbării active, Pajiști alpine și boreale, Depresiuni pe substraturi de turbă de Rhynchosporion.
La baza desemnării sitului se află mai multe specii protejate de  păsări (2): gușă vânătă (Cyanecula svecica), becațină comună (Gallinago gallinago)
Pe lângă speciile protejate, pe teritoriul sitului au mai fost identificate 9 specii de plante, 1 specie de amfibieni.